# Ivan Stepanovich Silayev
Ivan Stepanovich Silayev (tiếng Nga: Ива́н Степа́нович Сила́ев, 21 tháng 10 năm 1930 — 8 tháng 2 năm 2023) là một cựu quan chức Liên Xô, người đã trở thành một chính trị gia Nga sau khi Liên Xô tan rã. Ông từng là Thủ tướng của Liên bang Xô viết thông qua các chức vụ Chủ tịch Ủy ban Kinh tế Liên bang và Chủ tịch Ủy ban Quản lý Điều hành kinh tế Liên Xô từ ngày 6 tháng 9 đến ngày 26 tháng 12 năm 1991. Chịu trách nhiệm giám sát nền kinh tế của Liên Xô trong cuối thời kỳ Gorbachev, ông là Thủ tướng cuối cùng của Liên bang Xô viết.
Sau khi tốt nghiệp vào thập niên 1950, Silayev bắt đầu sự nghiệp chính trị của mình trong Bộ Công nghiệp Hàng không vào thập niên 1970. Trong thời kỳ lãnh đạo của Brezhnev, ông trở thành Bộ trưởng Bộ Công nghiệp Hàng không, Ủy viên Trung ương và Bộ trưởng Bộ Công cụ và Công cụ Xây dựng. Khi Chính phủ thứ hai của Nikolai Tikhonov bị giải thể, Mikhail Gorbachev bổ nhiệm ông làm Phó chủ tịch Hội đồng Bộ trưởng trong Chính phủ đầu tiên của Nikolai Ryzhkov. Ông đã rời bỏ tất cả các chức vụ trong chính phủ trung ương vào năm 1990 để tập trung vào chức vụ của ông trong vai trò Chủ tịch Hội đồng Bộ trưởng Cộng hòa Xã hội Chủ nghĩa Liên bang Nga. Ông đã phải đối mặt với một số khó khăn nội các trong nhiệm kỳ của mình, và hỗ trợ phần lớn các chính sách của Boris Yeltsin. Do phản đối chính sách ly khai của Yeltsin trong nhiệm kỳ của ông là Thủ tướng Liên Xô, ông bị thôi chức thủ tướng Cộng hòa Xã hội Chủ nghĩa Liên bang Nga và người kế nhiệm ông là quyền thủ tướng Oleg Lobov.
Khi ông trở thành Thủ tướng của Liên Xô vào ngày 6 tháng 9 năm 1991, Silayev phản đối một số chính sách của Yeltsin đã dẫn tới sự tan rã của Liên Xô. Sau khi Silayev từ chức làm Thủ tướng Liên Xô, ông tiếp tục làm việc cho chính quyền Yeltsin với chức vụ Đại diện thường trực của Nga cho Cộng đồng châu Âu cho đến khi ông từ chức vào năm 1994. Trong cuộc bầu cử lập pháp năm 2007 Silayev đã tranh cử với tư cách ứng cử viên cho Đảng Nông nghiệp Nga.
Ông qua đời ngày 8 tháng 2 năm 2023 tại Moskva, hưởng thọ 92 tuổi.

## Thời trẻ sự nghiệp
Silayev sinh ngày 21 tháng 10 năm 1930 tại Baktyzino, tỉnh Nizhny Novgorod, Cộng hòa Xã hội Chủ nghĩa Xô viết Liên bang Nga, Liên bang Xô viết và tốt nghiệp từ Viện Hàng không Kazan năm 1954 với bằng kỹ sư cơ khí. Năm 1959 Silayev trở gia nhập Đảng Cộng sản Liên Xô. Trong nhiệm kỳ của mình tại Nhà máy Hàng không Gorky (Gorky hiện là Nizhny Novgorod), nơi ông bắt đầu năm 1954, ông đã thăng tiến từ cấp thấp nhất để trở thành giám đốc của nhà máy từ năm 1971 đến năm 1974. Silayev từng là Thứ trưởng Bộ Công nghiệp Hàng không và sau đó được bổ nhiệm làm Bộ trưởng Bộ Công nghiệp Hàng không vào năm 1981 trong chính phủ đầu tiên của Nikolai Tikhonov.
Ông từng có một thời gian ngắn làm Bộ trưởng Công cụ Máy và Công cụ Xây dựng của Liên bang Xô viết từ năm 1980 đến năm 1981. Tại Đại hội lần thứ 26, Silayev được bầu vào Ban chấp hành Trung ương. Năm 1985, trong thời của Mikhail Gorbachev, ông Silayev được bổ nhiệm làm Phó Chủ tịch Hội đồng Bộ trưởng và Chủ tịch Cục Xây dựng Máy của Hội đồng Bộ trưởng trong chính phủ đầu tiên và thứ hai của Nikolai Ryzhkov. Ông từng đảm nhiệm các chức vụ này cho đến khi ông được bổ nhiệm làm Thủ tướng của Cộng hòa XHCN Liên bang Nga năm 1990.